# Jessica Capshaw
Jessica Brooke Capshaw Gavigan (sinh ngày 9 tháng 8 năm 1976), nghệ danh: Jessica Capshaw, là một nữ diễn viên người Mỹ. Cô được biết đến với vai diễn Jamie Stringer trong The Practice, và vai bác sĩ Arizona Robbins trong bộ phim y khoa Grey's Anatomy của đài ABC.

## Thời thơ ấu
Capshaw sinh ngày 9 tháng 8 năm 1976 tại Columbia, Missouri,. Cô là con gái của nữ diễn viên kiêm nhà sản xuất Kate Capshaw, và Robert Capshaw, một giám đốc bán hàng, tiếp thị, điều hành kinh doanh và hiệu trưởng trường trung học. Cô là con gái riêng của đạo diễn Steven Spielberg, người mà mẹ cô kết hôn khi Capshaw 15 tuổi.
Cô tốt nghiệp trường Harvard-Westlake ở Los Angeles năm 1994, sau đó theo học Đại học Brown, nơi cô tham gia sản xuất Arcadia và Cat on a Hot Tin Roof. Cô tốt nghiệp năm 1998 với bằng B.A. tiếng Anh. Trong mùa hè, cô tham gia các lớp học tại Học viện Nghệ thuật Sân khấu Hoàng gia (RADA) ở Luân Đôn, nơi cô xuất hiện với vai Puck trong vở kịch A Midsummer Night's Dream.

## Sự nghiệp
Capshaw đã có một vai nhỏ trong bộ phim truyền hình The Locusts (1997), đóng chung với mẹ cô ở tuổi 19; sau đó, cô xuất hiện trong bộ phim độc lập Denial (1998) của Adam Rifkin. Cô đóng vai Dorothy Wheeler trong phim kẻ giết người Valentine (2001), có một vai nhỏ trong Minority Report (2002), sau đó là vai chính trong The Groomsmen (2006).
Năm 2009, cô trở thành nhân vật thường xuyên của bộ phim y khoa Grey's Anatomy. Vào tháng 12 năm 2008, cô được thông báo sẽ tham gia vào vai bác sĩ phẫu thuật nhi khoa Arizona Robbins, cho một bộ phim nhiều tập. Tuy ban đầu dự kiến xuất hiện chỉ trong ba tập của mùa thứ năm, người sáng tạo loạt phim Shonda Rhimes đã gia hạn hợp đồng để cô xuất hiện trong tất cả các tập còn lại của mùa, và cô đã trở lại thường xuyên trong mùa thứ sáu.
Trong vai của mình, cô là người yêu của bác sĩ phẫu thuật chỉnh hình Callie Torres (Sara Ramirez đóng). Rhimes hài lòng với khả năng diễn xuất ăn ý giữa họ, cho rằng việc bổ sung Capshaw vào dàn diễn viên là điều mà cô ấy tự hào nhất: "Tôi yêu Jessica Capshaw, và khi tôi nói mình yêu, là tôi yêu thật. Cô ấy không thể là một người tuyệt vời hơn." Phản ứng ban đầu của giới truyền thông khá tích cực. Matt Mitovich của TV Guide mô tả Capshaw như một "nhân vật yêu thích của người hâm mộ", và Chris Monfette của IGN ca ngợi việc bổ sung "những nhân vật mới mẻ" như Robbins trong suốt mùa giải.
Tháng 3 năm 2018, Capshaw rời bỏ series Grey’s Anatomy. Cô đã đăng một tuyên bố trên Twitter nói về ý nghĩa nhân vật mình đóng: "Cô ấy là một trong những thành viên đầu tiên của cộng đồng LGBTQ được đại diện trong một loạt vai thường xuyên trên truyền hình mạng. Tác động của cô ấy đối với thế giới là vĩnh viễn và mãi mãi."

## Đời tư
Capshaw kết hôn với Christopher Gavigan vào ngày 22 tháng 5 năm 2004. Cặp đôi có với nhau bốn người con.
Capshaw là mẹ đỡ đầu của Lucia, con gái của Sasha Alexander.

## Danh sách phim

### Điện ảnh
| Năm  | Tên phim               | Vai                                    | Ghi chú    |
| ---- | ---------------------- | -------------------------------------- | ---------- |
| 1997 | The Locusts            | Patsy                                  |            |
| 1998 | Denial                 | Marcia                                 |            |
| 1999 | The Love Letter        | Kelly                                  |            |
| 2000 | Killing Cinderella     | Beth                                   |            |
| 2000 | Big Time               | Claire                                 | Phim ngắn  |
| 2001 | Valentine              | Dorothy Wheeler                        |            |
| 2002 | The Mesmerist          | Daisy Valdemar                         |            |
| 2002 | Minority Report        | Evanna                                 |            |
| 2003 | View from the Top      | Royalty International Flight Attendant |            |
| 2006 | The Groomsmen          | Jen                                    |            |
| 2007 | Blind Trust            | Cassie Stewart                         |            |
| 2014 | The Hero of Color City | Duck                                   |            |
| 2020 | Holidate               | Abby                                   |            |
| 2021 | Dear Zoe               | Elly Gladstone                         | Hậu kỳ     |
| 2022 | Ambulance              | Rosie Thornton                         | Modstander |

### Truyền hình
| Năm       | Tên phim              | Vai                 | Ghi chú                                                      |
| --------- | --------------------- | ------------------- | ------------------------------------------------------------ |
| 1999      | ER                    | Sally McKenna       | 1 tập: "Rites of Spring"                                     |
| 1999-2000 | Odd Man Out           | Aunt Jordan         | Diễn viên chính 13 tập                                       |
| 2001      | The Back Page         |                     | Phim truyền hình                                             |
| 2002-2004 | The Practice          | Jamie Stringer      | Diễn viên chính Mùa 7 & 8; 42 tập                            |
| 2005      | How I Met Your Mother |                     | 1 tập: “Okay Awesome”                                        |
| 2005      | Into the West         | Rachel Wheeler      | 1 tập: "Manifest Destiny"                                    |
| 2006      | Thick and Thin        | Mary                | Không phát sóng                                              |
| 2006      | Bones                 | Rebecca Stinson     | 2 tập: "Mother and Child in the Bay", "The Truth in the Lye" |
| 2007      | The L Word            | Nadia Karella       | 3 tập: "Livin' La Vida Loca", "Lassoed", "Layup"             |
| 2009      | Head Case             |                     | 1 tập: "Tying the Not"                                       |
| 2008–2018 | Grey's Anatomy        | Dr. Arizona Robbins | Định kỳ (Phần 5) Diễn viên chính (Mùa 6–14) 214 tập          |
| 2010      | One Angry Juror       | Sarah Walsh         | Phim truyền hình                                             |